# Palacio Bembo
El palacio Bembo o Ca' Bembo, es un edificio histórico italiano situado en el sestiere de San Marco en el Gran Canal de Venecia, cerca del puente de Rialto junto al Palacio Dolfin Manin.

## Historia
Fue mandado a construir por la familia patricia de los Bembo en el siglo XV. Aunque ha sido objeto de numerosas reformas a través de los siglos, especialmente en su interior, el edificio mantiene su aspecto exterior original, exceptuando las buhardillas. Actualmente Ca' Bembo se utiliza en actividades hostelas y como pinacoteca.

## Descripción
La fachada del palacio constituye un excelente ejemplo de la combinación entre elementos del gótico veneciano y la arquitectura bizantina. Destacan los tres niveles de ventanas ojivales con la presencia de largas balconadas con balaustre, especialmente las parejas de políforas de la planta noble y de la superior, algo más sencilla.
Las diferentes alturas están separadas por líneas de imposta de piedra esculpida en bajorrelieve.
En el interior se conserva una escalinata del siglo XVII orientada al patio interior que conduce a la planta noble, donde están presentes elementos decorativos de estilo barroco. La sala de recibimiento se encuentra situada en paralelo a los ventanales de la parte derecha del edificio.